# Кашуэйринья (Пернамбуку)
Кашуэйринья (порт. Cachoeirinha) — муниципалитет в Бразилии, входит в штат Пернамбуку. Составная часть мезорегиона Сельскохозяйственный район штата Пернамбуку. Входит в экономико-статистический микрорегион Вали-ду-Ипожука.
Население составляет 17 508 человек на 2007 год. Занимает площадь 179,268 км². Плотность населения — 169,1 чел./км².
Праздник города — 17 декабря.

## История
Город основан в 1958 году.

## Статистика
- Валовой внутренний продукт на душу населения на 2000 год составляет 1489,20 реалов (данные: Бразильский институт географии и статистики).
- Индекс развития человеческого потенциала на 2000 год составляет 0,641 (данные: Программа развития ООН).